# Municipio de Alabama
El municipio de Alabama (en inglés: Alabama Township) es un municipio ubicado en el condado de Nevada en el estado estadounidense de Arkansas. En el año 2010 tenía una población de 279 habitantes y una densidad poblacional de 2,36 personas por km².

## Geografía
El municipio de Alabama se encuentra ubicado en las coordenadas 33°29′16″N 93°23′53″O / 33.48778, -93.39806. Según la Oficina del Censo de los Estados Unidos, el municipio tiene una superficie total de 118.14 km², de la cual 117,86 km² corresponden a tierra firme y (0,24 %) 0,28 km² es agua.

## Demografía
Según el censo de 2010, había 279 personas residiendo en el municipio de Alabama. La densidad de población era de 2,36 hab./km². De los 279 habitantes, el municipio de Alabama estaba compuesto por el 70,25 % blancos, el 28,67 % eran afroamericanos y el 1,08 % eran de una mezcla de razas. Del total de la población el 0,72 % eran hispanos o latinos de cualquier raza.